# Edu Falaschi
Edu Falaschi właściwie Eduardo Teixeira da Fonseca Vasconcellos (ur. 18 maja 1972 w São Paulo) – brazylijski wokalista, kompozytor i producent muzyczny. Założyciel i lider zespołu Almah, były wokalista Angry.

## Biografia

### Początki kariery
Edu miał kontakt z muzyką od dziecka. W wieku 14 lat dostał swoją pierwszą gitarę, nie był wtedy zainteresowany śpiewaniem.
W 1990 roku w Santos założył z kolegami swój pierwszy zespół, Mitrium. Nagrali dwa dema w 1991 i 1992, zdobywając popularność w mieście założenia. Grupa w 1993 roku przeniosła się do São Paulo, gdzie nagrali album. W 1994 roku zespół się rozpadł, a Edu wziął udział w konkursie na zastąpienie Bruce'a Dickinsona w zespole Iron Maiden i został wybrany spośród brazylijskich kandydatów. Jednak ostatecznie nie wygrał.

### Angra
W związku z chwilowym odejściem Andrego Matosa w 1998 roku Edu został zaproszony przez Kika Loureira na przesłuchanie do Angry, jednak wokalista zdecydował się wrócić.
W 2000 roku po odejściu Andrego, Edu został ponownie zaproszony przez Kika na przesłuchanie i tym razem w 2001 roku został oficjalnym wokalistą grupy.
Edu nagrał brazylijskie wersje piosenek Pegazus Fantasy i Blue Forever do anime Rycerze Zodiaku oraz Never do filmu z tej samej serii.

### Almah i odejście od Angry
W 2006 roku Edu powołał do życia projekt solowy Almah, zapraszając do udziału w nim takich muzyków jak: Emppu Vuorinen (Nightwish), Lauri Porra (Stratovarius) i Casey Grillo (Kamelot).
Po pewnym czasie Almah przestała być wyłącznie projektem solowym. Do grupy dołączyli Marcelo Barbosa (gitara), Paulo Schroeber (gitara), Felipe Andreoli (bas, Angra) i Marcelo Moreira (perkusja). W tym składzie nagrali album Fragile Equality, który został wydany w roku 2008.
W 24 maja 2012 Edu opuścił Angrę, by móc skupić się na Almie.

### Moonlight
W 2016 roku Edu wydał album Moonlight jako podsumowanie 25 lat kariery muzycznej. Wydawnictwo zawiera 9 coverów - jest to 8 piosenek Angry oraz jedna Almy, które zostały przearanżowane.

### Rebirth of Shadows Tour
W lipcu 2017 roku Edu ogłosił nową trasę, którą nazwał Rebirth of Shadows Tour. Na trasie wspomagają go Aquiles Priester (perkusja), Fabio Laguna (klawisze), Diogo Mafra (gitara), Raphael Dafras (bas) i Roberto Barros (gitara). Na występach wykonywane są piosenki z albumów: Rebirth, Hunters and Prey, Temple of Shadows, Aurora Consurgens i Aqua.

## Dyskografia
Mitrium
- Eyes of Time (1993)

Venus
- Ordinary Existence (1997)

Symbols
- Symbols (1997)
- Call to the End (2000)

Angra
- Rebirth (2001)
- Hunters and Prey (2002)

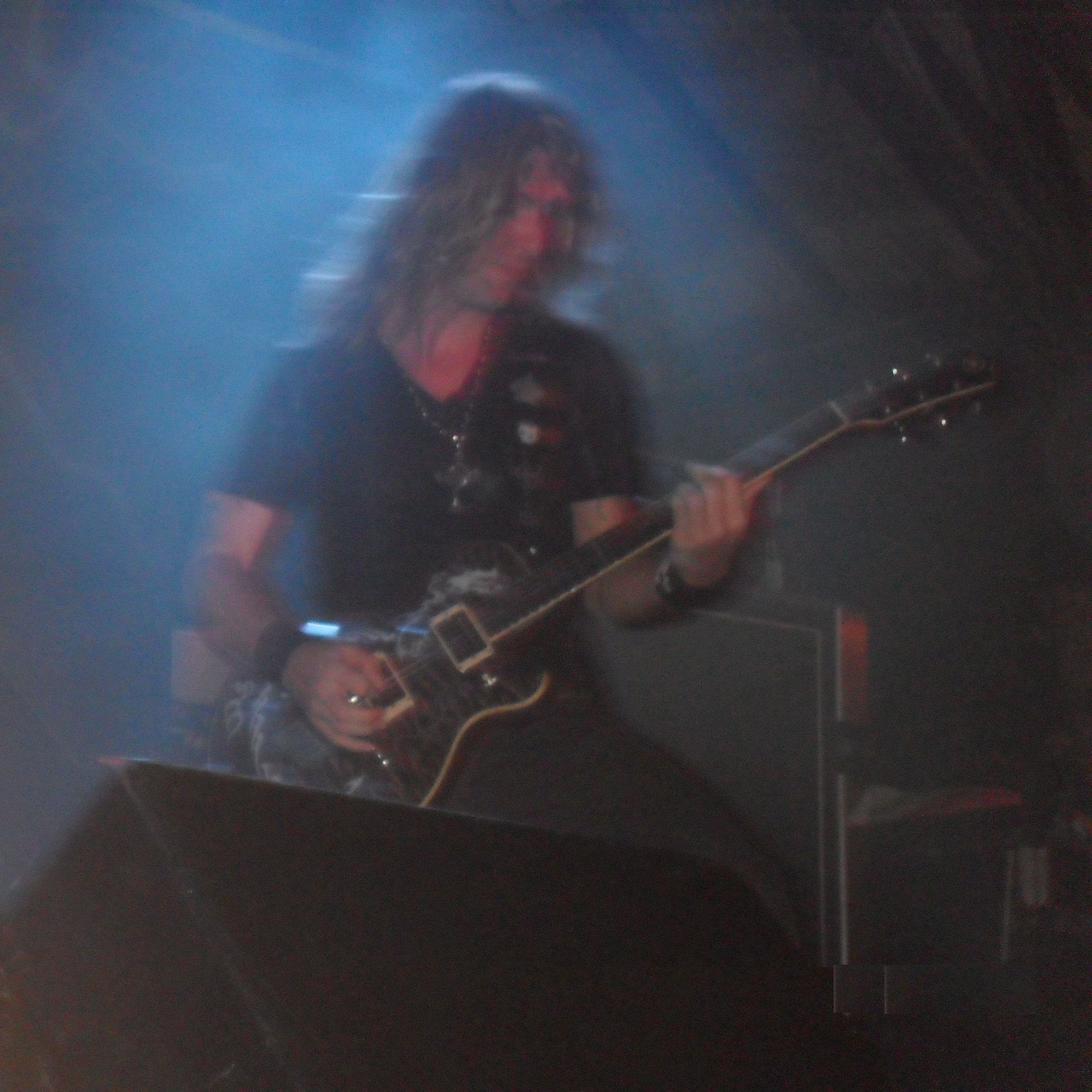
Edu grający na gitarze Rafaela

- Rebirth World Tour: Live in São Paulo (2002)
- Temple of Shadows (2004)
- Aurora Consurgens (2006)
- Aqua (2010)

Almah
- Almah (2006)
- Fragile Equality (2008)
- Motion (2011)
- Unfold (2013)
- E.V.O (2016)

Solo
- Moonlight (2016)
- Ballads (2017)